# Linan denticulatus
Linan denticulatus (лат.) — вид мелких коротконадкрылых жуков из подсемейства ощупники (Tyrini, Pselaphinae, Staphylinidae).

## Распространение
Встречается в Китае (Гуйчжоу).

## Описание
Мелкие красноватые или коричневатые коротконадкрылые жуки-ощупники. Длина 2,61 мм; антенномеры IX-XI увеличены, без явных изменений; короткие метавентральные отростки сужаются к вершине, область над метакоксами выступает; передние голени с отчётливым апикальным шипом; метатрохантер с тупым, апикально изогнутым вентральным выступом.

## Систематика и этимология
Вид был впервые описан в 2018 году китайскими энтомологами (Yu-Qing Zhang, Li-Zhen Li, Zi-Wei Yin). Linan denticulatus отнесён к группе L. chinensis на основании немодифицированных антенномеров IX-X самцов и внешне напоминает L. hujiayaoi из Гуанси. Эти два вида имеют сходную форму антеннальной булавы, короткие метавентральные отростки и тупой, апикально изогнутый вентральный выступ метатрохантера. Лучше всего их можно разделить по гораздо более отчётливому апикальному выступу протибия и срединной доле эдеагуса с сильно суженной апикальной частью и гораздо более широкими парамерами у нового вида. Специфический эпитет относится к крупному вершинному шипу передней голени.